# Эмблема Гваделупы
Эмблема Гваделупы — символ Гваделупы, региона и заморского департамента Франции в Карибском море. В качестве эмблемы используется логотип местного Регионального совета, который представляет собой силуэт сине-белой чайки и жёлтого восходящего солнца на фоне квадрата синего (море) и зелёного (растительность) цветов. Под изображением расположена надпись «REGION GUADELOUPE» (фр. «Регион Гваделупа»), подчёркнутая жёлтой линией.

## Герб Гваделупы
Первым гербом, используемым на острове, был герб Французской Вест-Индской компании. Согласно статье 32 Королевской хартии он представлял собой щит, лазурное поле которого усеяно золотыми лилиями, поддерживаемый двумя дикарями и увенчанный короной. После упразднения компании в 1674 году использовался, по всей видимости, герб короля Франции, а после революции — различные символы Империи и Французской Республики.
В настоящий момент у Гваделупы есть неофициальный местный герб, основанный на неофициальном местном флаге, который, в свою очередь, основан на гербе города Пуэнт-а-Питр. На данном гербе на чёрном или красном фоне изображена ветка сахарного тростника, который долгое время был основой экономики острова, и солнце, как символ местных климатических условий. Глава щита обременена тремя цветами лилии на лазурном фоне, как напоминание о том, что Гваделупа принадлежала французской монархии. Чёрный фон символизирует Африку — «чёрный континент» — и африканцев, которые составляют значительную часть населения Гваделупы, а красный фон считается напоминанием о гибели капитана Жозефа Иньяса, участника восстания Луи Дельгресса, и о крови, пролитой во имя борьбы за свободу. Данный герб не принят официально, поэтому нет общепринятого изображения, толкования или описания герба, и существуют различные его версии, отличающиеся в деталях. То же касается и значения отдельных элементов. Например, солнце на гербе может трактоваться как напоминание о Людовике XIV, «короле-солнце».